# Roussas
Roussas är en kommun i departementet Drôme i regionen Auvergne-Rhône-Alpes i sydöstra Frankrike. Kommunen ligger i kantonen Grignan som tillhör arrondissementet Nyons. År 2022 hade Roussas 400 invånare.

## Befolkningsutveckling
Antalet invånare i kommunen Roussas
Referens:INSEE